# Platyplectrurus
Genre
Platyplectrurus est un genre de serpents de la famille des Uropeltidae. 

## Répartition
Les trois espèces de ce genre se rencontrent en Inde et au Sri Lanka.

## Liste des espèces
Selon The Reptile Database (06 oct. 2011) :
- Platyplectrurus madurensis Beddome, 1877
- Platyplectrurus trilineatus (Beddome, 1867)

## Publication originale
- Günther, 1868 : Sixth account of new species of snakes in the collection of the British Museum. Annals and Magazine of Natural History, ser. 4, vol. 1, p. 413-429 (texte intégral).